# Ігор Димитриєвич
Ігор Димитриєвич (серб. Игор Димитријевић; нар. 15 лютого 1977) — сербський футболіст, воротар.

## Життєпис
Футбольну кар'єру розпочав у бельгійському клубі «Серкль» (Брюгге). Потім повернувся на батьківщину. Виступав за нижчолігову «Будучност» (Аріле). У 2000 році підписав контракт з вищоліговим «Обиличем». У команді провів 4 сезони.
Напередодні старту сезону 2004/05 років переїхав до України, де підсилив «Кривбас». Дебютував у футболці криворізького клубу 13 березня 2005 року в програному (1:3) виїзному поєдинку 18-о туру Вищої ліги проти луцької «Волині». Ігор вийшов на поле на 46-й хвилині, замінивши Олександра Горяїнова. У складі «Кривбасу» зіграв 7 матчів. По завершенні сезону переїхав до Азербайджану. Першу частину сезону 2005/06 років провів у клубі «Шахдаг» (9 матчів). Під час зимової перерви перейшов до столичного «Інтера». У команді провів майже два сезони. 
По ходу сезону 2007/08 років повернувся до Сербії, догравав сезон у клубі «Младост» (Лучані). У 2008 році перейшов до «Борац» (Чачак), в якому виступав до завершення сезону 2010/11 років. У 2011 році перейшов до «Ягодини». У команді провів два сезони. У 2013 році завершив футбольну кар'єру.